# He Must Have a Wife
He Must Have a Wife è un cortometraggio muto del 1912 diretto da Mack Sennett con Mabel Normand.

## Produzione
Il film fu prodotto dalla Biograph Company e venne girato a New York nel giugno 1912.

## Distribuzione
Distribuito dalla General Film Company, il film - un cortometraggio di sette minuti - uscì nelle sale cinematografiche USA il 5 settembre 1912.